# Agrilinus hayachinensis
Agrilinus hayachinensis är en skalbaggsart som beskrevs av Shuhei Nomura och Takeshiko Nakane 1951. Agrilinus hayachinensis ingår i släktet Agrilinus och familjen Aphodiidae. Inga underarter finns listade i Catalogue of Life.